# Růžena Opočenská-Nováková
Růžena Opočenská-Nováková (rozená Nováková, 9. prosince 1901 Velim – 11. ledna 1986) byla česká teoložka, duchovní Českobratrské církve evangelické a publicistka. Společně se svým manželem, farářem Bohumírem Opočenským, dlouhodobě působili ve farním evangelickém sboru v Klášteře nad Dědinou. Během jeho uvěznění za odbojovou činnost během německé okupace Čech, Moravy a Slezska jej ve farnosti zastupovala jako vůbec první česká ordinovaná farářka.

## Život

### Mládí a studium
Narodila se jako Růžena Nováková ve Velimi nedaleko Kolína ve středních Čechách do selské rodiny. Po vychození obecné školy a kolínského gymnázia začala roku 1922 studovat teologii na Husově československé evangelické fakultě bohoslovecké. Až do roku 1900 docházely dívky na přednášky na hospitační studium (bez statutu řádné posluchačky); v roce 1900 bylo novým zákonem dívkám umožněno skládat zkoušky za celou dosavadní dobu studia, řádné studium mohly ženy nastoupit až se vznikem Československa roku 1918. Po promoci se tak stala první ženou-absolventkou tohoto oboru v Československu.
Provdala se za evangelického faráře Bohumíra Opočenského, rodáka z východočeského Kláštera nad Dědinou, který zde roku 1928 převzal po otci Oskarovi Opočenském vedení sboru. Růžena Opočenská vypomáhala s vedením sboru, vedla nedělní školu a vyučovala náboženství po okolních školách.

### Německá okupace Československa
Během okupace vstoupili někteří členové sboru spolu s farářem Bohumírem Opočenským do ilegální odbojové organizace Obrana národa. Po prozrazení se mnozí dostali do vězení, Bohumír Opočenský byl vězněn v koncentračním táboře Dachau. Tehdy byl sbor administrován z Třebechovic a veškerou práci (až na křty, sňatky a pohřby) vykonávala Opočenská jakožto ordinovaná farářka. Po osvobození ČSR se opět ujal práce ve sboru bratr Opočenský.
Stala se vůbec první ordinovanou farářkou působící v Československu, řádného svěcení se jí však nedostalo. Po skončení druhé světové války odsouhlasila řádné kněžské svěcení žen-farářek také Československá církev husitská, zcela rovnocenných mužským duchovním, a taktéž dobrovolnost celibátu. V tomto ohledu se jednalo o přelomové rozhodnutí, podobné pravomoci ženám udílelo v té době pouze malé množství evangelických církví například ve Švédsku. Prvními řádně vysvěcenými farářkami v ČCH se roku 1947 staly Olga Pešková-Kounovská a Naděžda Brázdilová.

### Po roce 1948
Po převzetí politické moci ve státě Komunistickou stranou Československa v únoru 1948 se domácí církve dostaly pod silný politický tlak. V 50. letech byli s manželem nuceni se duchovní práce vzdát a byli zaměstnáni v zemědělství. Do penze odešla ve svých sedmdesáti letech.
Závěr života pak strávila v Trenčíně u své dcery, která zde působila jako lékařka.

### Úmrtí
Růžena Opočenská-Nováková zemřela 11. ledna 1986 ve věku 84 let. Pohřbena byla patrně v rodinném hrobě na evangelickém hřbitově v Klášteře na Dědinou.

### Rodina
Se svým manželem Bohumírem Opočenským měli několik dětí. Jejich syn Milan Opočenský se posléze stal výrazným filosofem a evangelickým teologem.